# Барле, Янез
Янез Барле (словен. Janez Barle; род. 21 марта 1952, Риека) — словенский шахматист, международный мастер (1976).
В составе сборной Словении участник трёх Олимпиад (1992—1994, 2002 — за 3-ю сборную) и 10-го командного чемпионата Европы (1992) в Дебрецене.

## Изменения рейтинга
| Графики недоступны из-за технических проблем. См. информацию на Фабрикаторе и на mediawiki.org. |